# Gasthuiskapel (Aarschot)

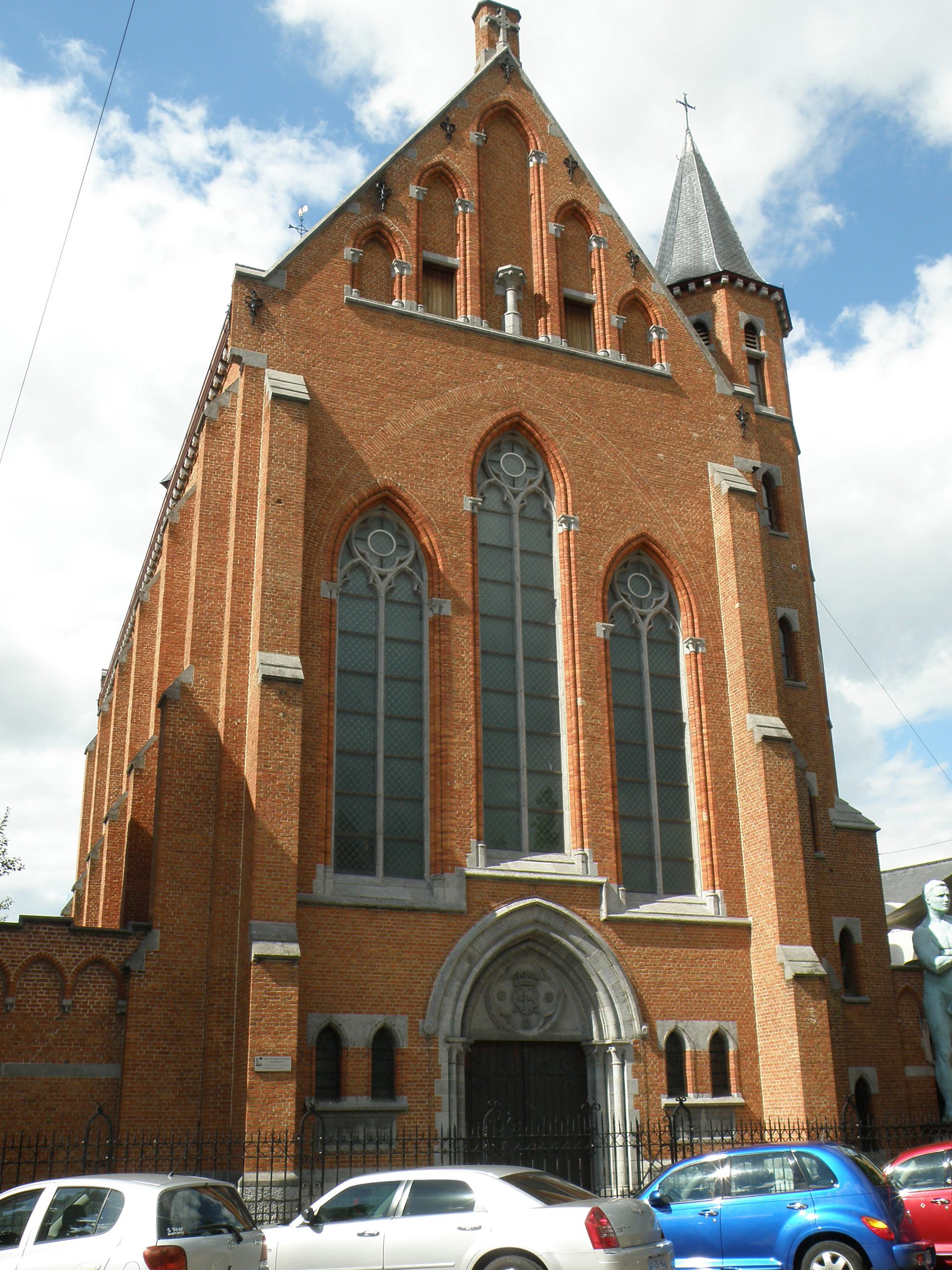
Voorgevel van de Gasthuiskapel

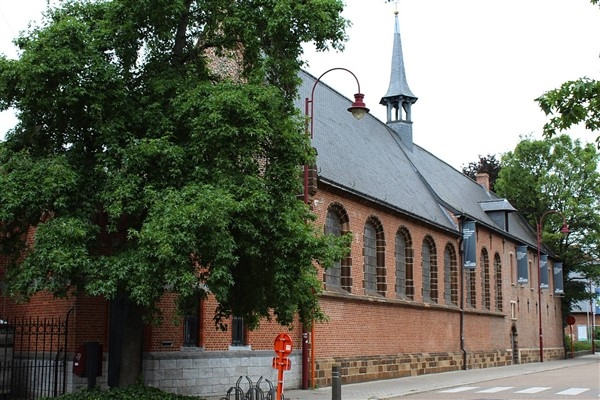
De oude gasthuiskapel (1655)

De neogotische Gasthuiskapel is de voormalige kapel van het vroegere Sint-Elisabethgasthuis in de Belgische stad Aarschot. De kapel werd ingewijd op 25 juli 1905. De laatste misviering werd gehouden op 4 november 1990. Vanaf 1996 werden herstellingswerken uitgevoerd en op 28 mei 1999 werd de gewezen kapel officieel geopend als multifunctionele ruimte voor podiumkunsten, tentoonstellingen en voordrachten. De kapel behoort bij het Cultuurcentrum Het Gasthuis van de stad Aarschot. 

## Geschiedenis
De Gasthuiskapel behoorde tot het religieuze complex van het Sint-Elisabethgasthuis. In 1653 werd de ziekenzorg van het gasthuis in Aarschot toevertrouwd aan religieuzen. In 1655 stichtten drie grauwzusters, afkomstig uit het klooster van Sint-Annendael in Diest, in het gasthuis een nieuwe communauteit. Al in datzelfde jaar werd een gebedshuis ingewijd. Dit bedehuis zou meer dan 250 jaar dienstdoen. 
Op het einde van de 19de eeuw was het gebouw aan vernieuwing toe, maar de grauwzusters beschikten niet over voldoende financiële middelen. De Aarschotse rentenier Lodewijk Van Haesendonck schonk in 1900 bij geheim testament 210.000 frank aan de Commissie der Burgerlijke Godshuizen om daarmee een nieuwe kapel te bouwen. Toen Van Haesendonk enkele maanden later in 1901 overleed, kon het plan gerealiseerd worden. De nieuwe kapel werd op 25 juli 1905 door deken Meeus plechtig ingewijd. 
In 1977 verliet de communauteit de gebouwen in Aarschot voor een nieuw klooster in het nabijgelegen Rillaar. In de gasthuiskapel zouden nog tot einde 1990 gebedsdiensten gehouden worden.

## Het ontwerp
Als ontwerper werd de in Leuven gevestigde architect Pierre Langerock (1859-1923) aangesteld. De plannen voorzagen in een nieuw gebedshuis met sacristie, afsluitmuren aan de straatzijde en zeven aanpalende woningen in de Gasthuisstraat. Het gebouw van de middeleeuwse kapel bleef bestaan en werd zoals andere delen van het klooster aangepast om de inplanting van de nieuwe kapel mogelijk te maken.
De plattegrond omvat een éénbeukig schip van vijf traveeën. Het koor is iets smaller en lager dan het schip en bestaat uit vier traveeën. Het wordt afgesloten met een driezijdige apsis. Zowel de buitenzijde als het interieur van de kapel zijn neogotisch van stijl.

## Beschrijving exterieur

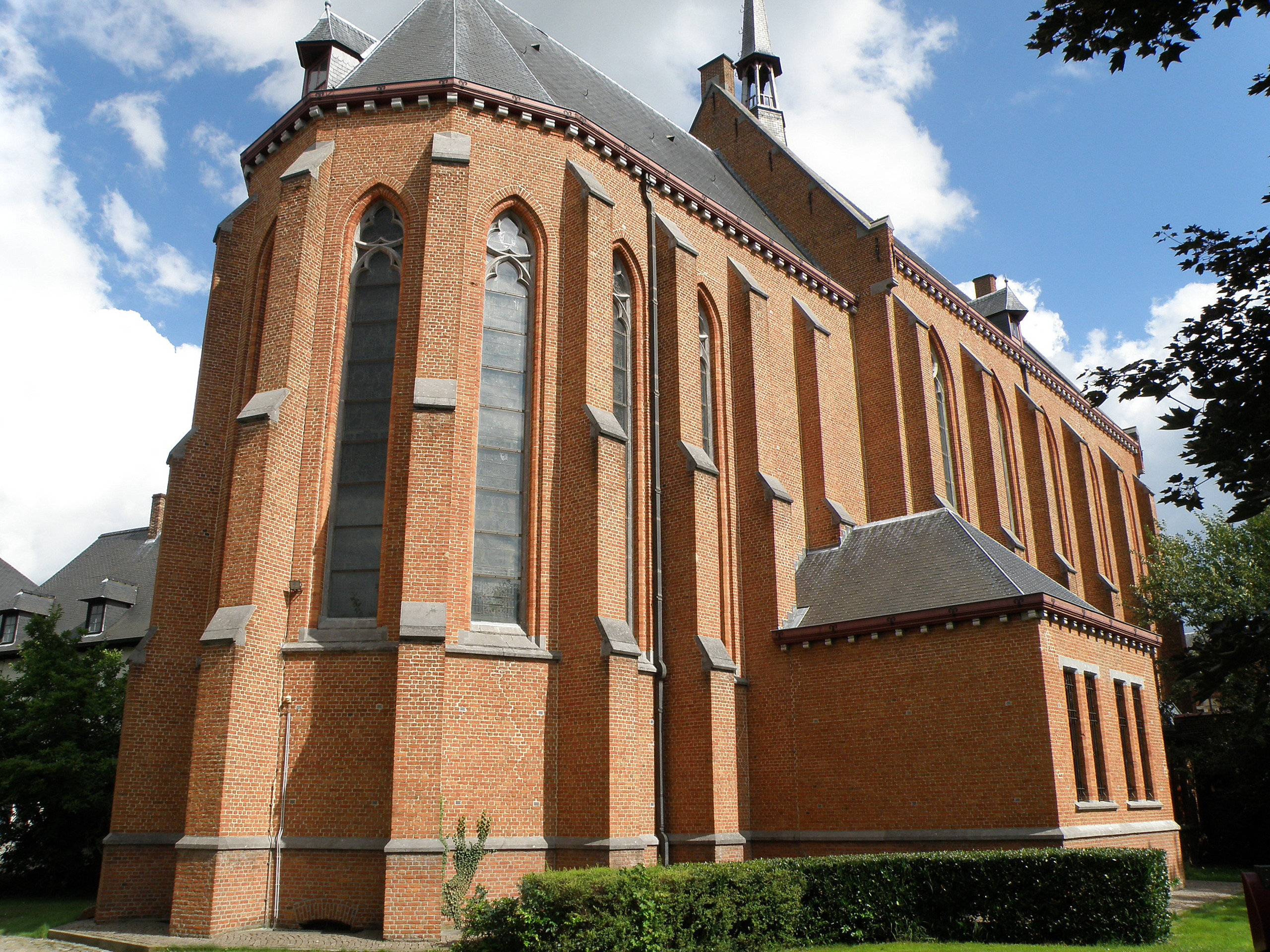
Koor en apsis van de Gasthuiskapel

De kapel is overwegend opgetrokken in rode Boomse baksteen met decoratieve accenten van blauwe hardsteen. De portiek in de gevel aan de straatkant bestaat uit zuiltjes die een spitsboog dragen waarin een timpaan met een gekroond monogram van de heilige Elisabeth. In het midden van de voorgevel zijn er drie lancetvensters met eenvoudig maaswerk aangebracht. De spitse geveltop wordt doorbroken door vijf blinde vensters. 
De zijgevels zijn sober uitgewerkt met steunberen en smalle lancetvensters. Tegen de zuidelijke gevelwand is een poygonale traptoren aangebouwd. Deze toren wordt bekroond met een leistenen tentdak.
Op het leistenen zadeldak werd boven de viering een kleine, spitse dakruiter aangebracht. 

## Beschrijving interieur
Het neogotisch interieur is als geheel goed geconserveerd. Niet alleen het meubilair, maar ook de vloertegels, de muurschilderingen en de verlichting zijn origineel en representatief voor de neogotiek. Verschillende kunstenaars die in die periode naam hadden binnen de neogotische beweging, hebben meegewerkt aan de inrichting van de kapel.
Het hoofdaltaar is van de hand van Antwerpse beeldhouwer Jan Gerrits naar een ontwerp van de architect Pierre Langerock. Op het marmeren voetstuk zijn drie medaillons aangebracht met de voorafbeeldingen van de Heilige Eucharistie. Ze stellen het offer van Kaïn en Abel, het offer van Melchisedek en de Emmaüsgangers voor. Op de predella worden de twaalf apostelen afgebeeld, per twee gegroepeerd onder een spitsboog.
Het retabel dat oorspronkelijk op het altaar stond, is niet meer aanwezig en werd naar het klooster van de grauwzusters in Rillaar overgebracht. Het beeldhouwwerk met taferelen uit het leven van de heilige Eilsabeth en centraal een Golgothatafereel is eveneens van de hand van Jan Gerrits. De zijpanelen werden beschilderd door de Antwerpse kunstenaar Jan-Baptiste Anthony. Aan de binnenzijde worden respectievelijk de scènes van het wonder met de rozen van de heilige Elisabeth en haar overlijden weergegeven. Dichtgeklapt worden op deze zijpanelen de vier evangelisten getoond.
De Gentse glazenier Gustave Ladon (1863-1942) ontwierp voor de koorapsis zeven glasramen in een neostijl die verwijst naar de 14e-eeuwse gotiek. De taferelen op de voorgrond zijn driedimensionaal uitgevoerd en worden geplaatst binnen elementen van de gotische architectuur. De taferelen stellen verschillende gebeurtenissen voor uit het leven van Christus, van Onze-Lieve-Vrouw en Sint-Jozef, en van de heiligen Sint-Antonius (met de ezel), Sint-Franciscus van Assisi (met stigmata) en de heilige Elisabeth.
Het meubilair van de kapel, namelijk het koorgestoelte, de preekstoel, de biechtstoelen en de orgelkast op het doksaal, werden ontworpen door Langerock. De uitvoering gebeurde door het lokale atelier van de Aarschotse meubelmaker Evrard Claessens.
Het orgel werd op 8 januari 1907 ingewijd. Het werd ontworpen en uitgevoerd door het atelier Hubert Van de Loo uit Rotselaar. Het orgel was de voorlopige voltooiing van de inrichting van de kapel. 
De decoratie van de muren kon pas na de Eerste Wereldoorlog aangepakt worden. Einde 1926 werd onder het beleid van moeder Aldegondis Geuns begonnen met de beschildering van de binnenmuren. Dit werk werd uitgevoerd door de werklieden van de Horace Stevens-Van Vlasselaer, een lokale zaak voor verven en behangpapier. Op 1 mei 1927 was het werk met o.a. de gestileerde vrouwenhoofden en de teksten klaar. Enkele weken later startte de tijdelijk in België verblijvende Hongaarse kunstschilder Gábor Balogh de Bëod met de fresco’s van de kruisweg in wat hij zelf een ‘naturalistische stijl’ noemde. In november was de kruisweg klaar; In december 1927 zou de Hongaarse kunstenaar nog twee schilderijen opleveren die respectievelijk Sint-Franciscus van Assisi en de heilige Elisabeth voorstellen. Deze schilderijen werden aan beide zijden van de kooringang aangebracht. 

## De klokken
In het koor van de kapel hangt de sacristieklok aan een houten drager. Ze werd in 1695 vervaardigd door de Mechelse klokkengieter Jan IV Vanden Gheyn (1642-1697).
De luidklok 'Maria' hangt in de toren en werd in 1905 te Doornik gegoten door Marcel Michiels (1868-1924).

## Trivia
De inwijding van de kapel in 1905 viel samen met de feestelijkheden van de 250ste verjaardag van de komst van de grauwzusters in Aarschot en met het gouden jubileum van de overste van de gemeenschap, eerwaarde moeder Maria Geuns.

## Afbeeldingen

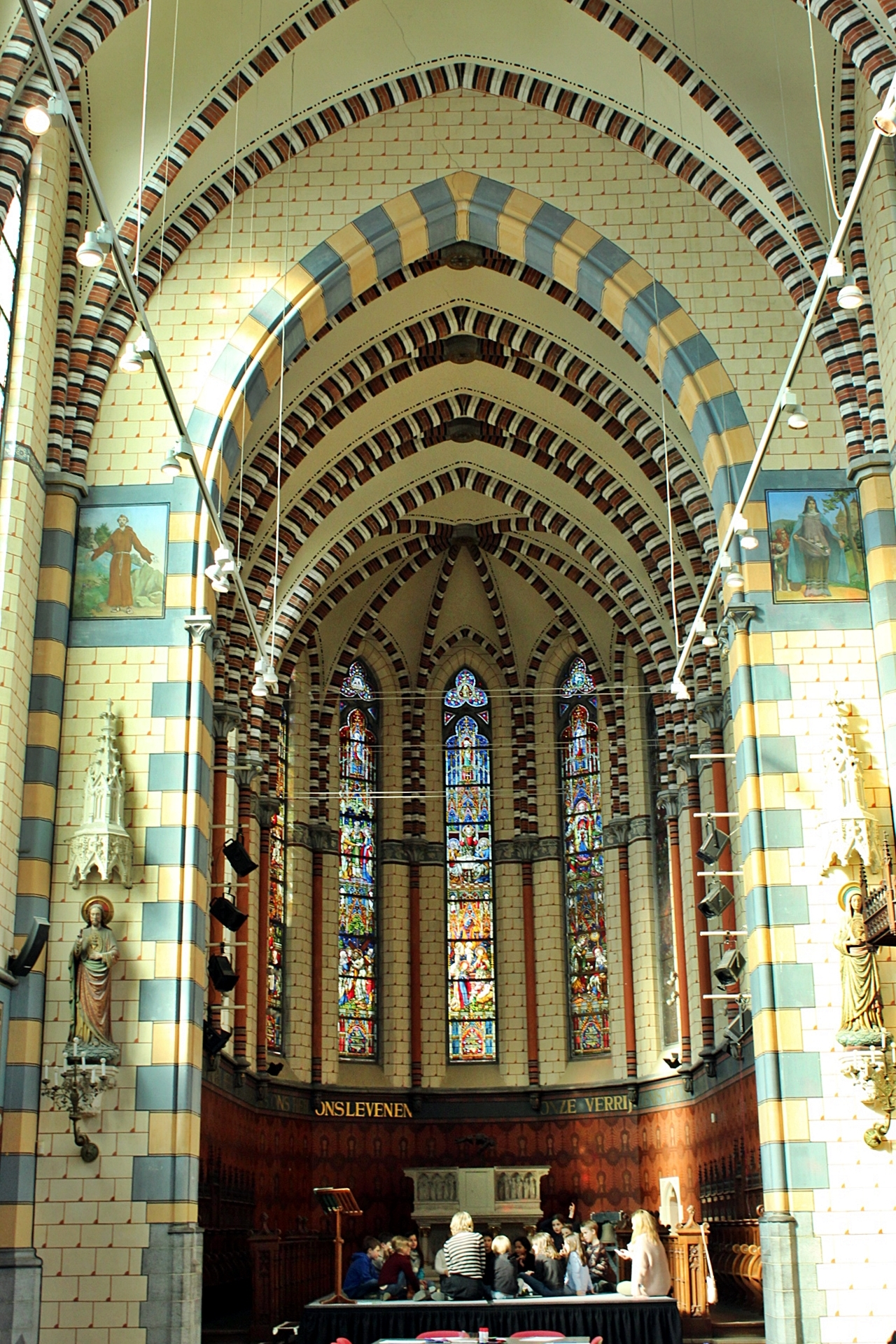
Zicht op het koor.
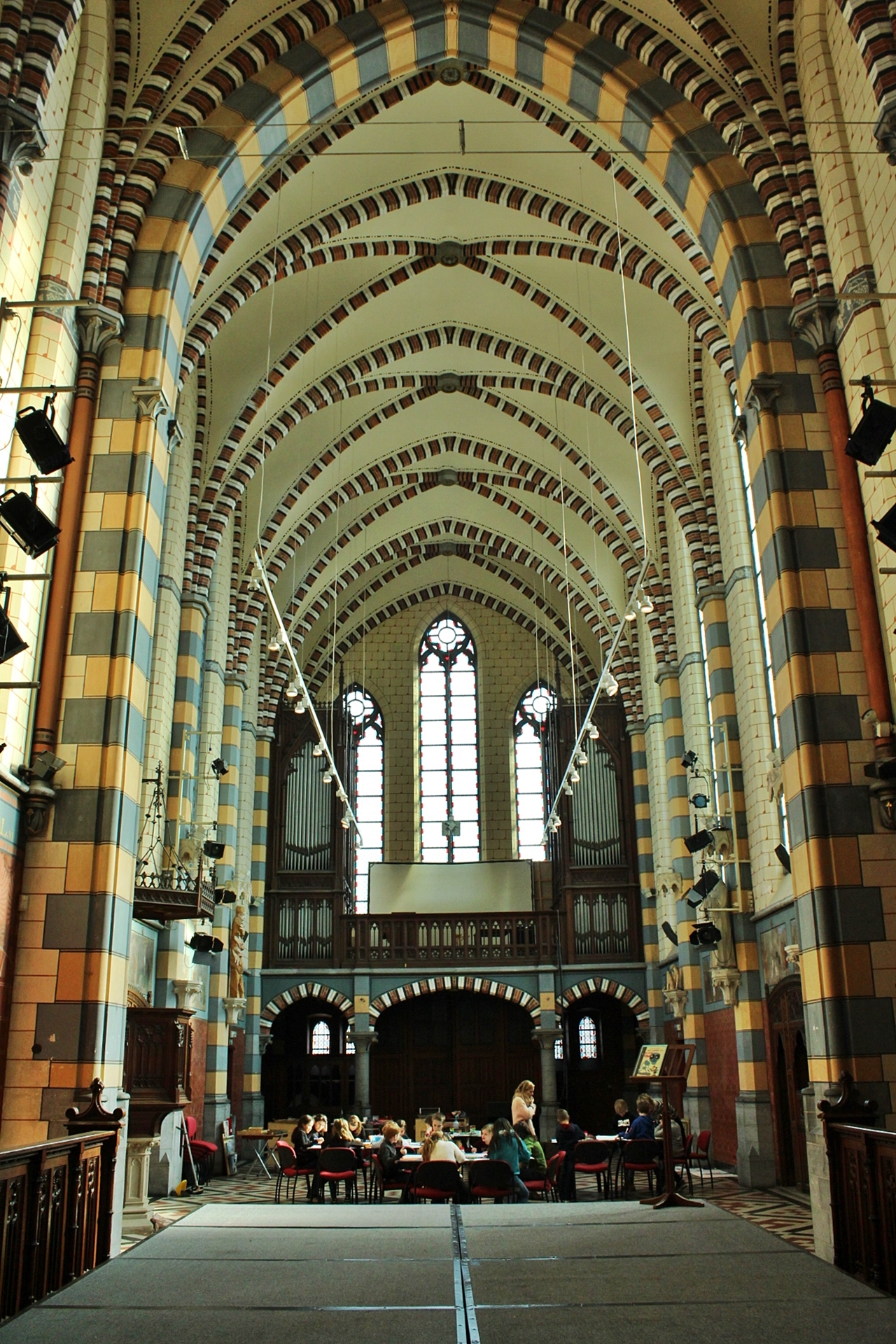
Zicht op het schip met doksaal en orgel.
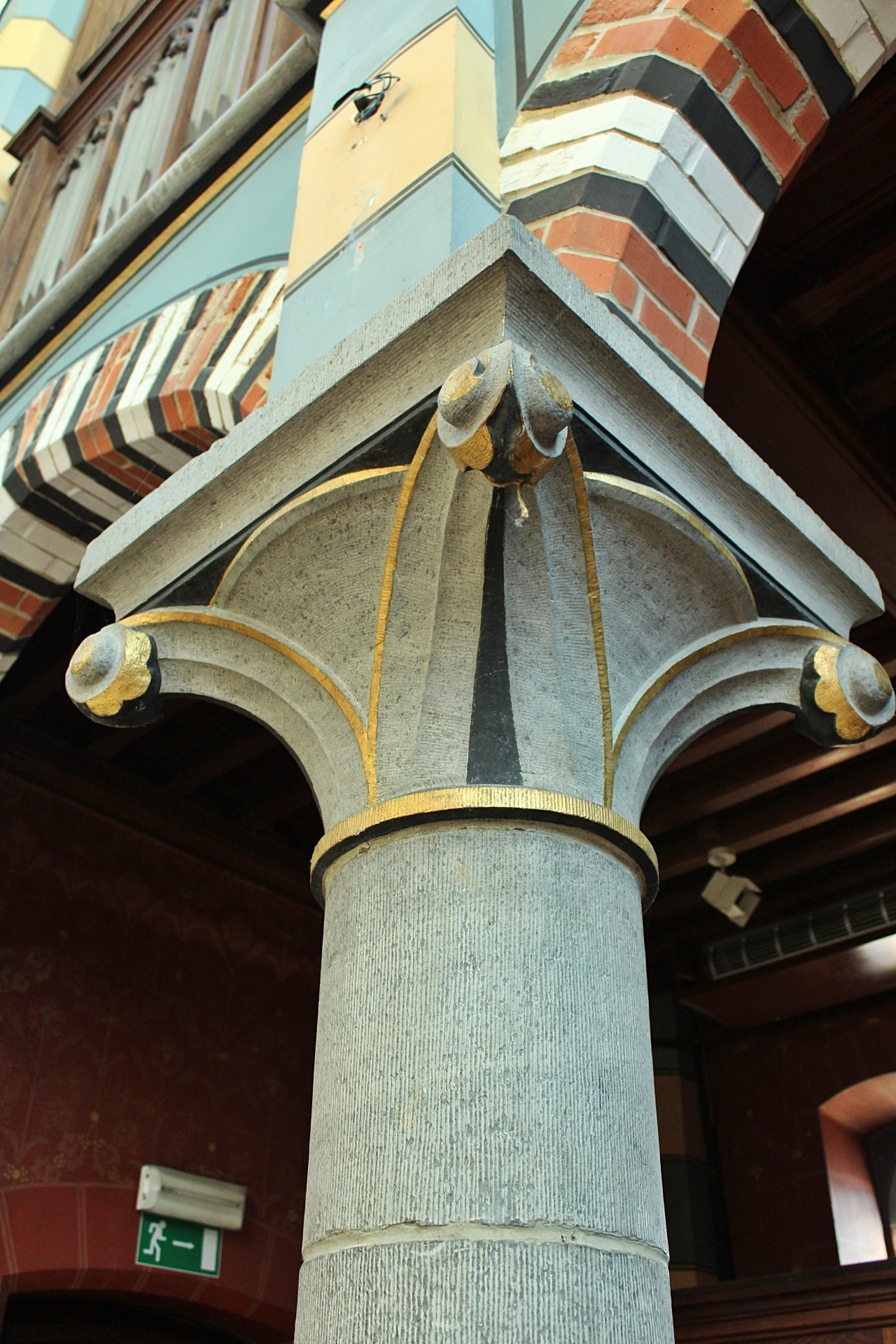
Geschilderd kapiteel.
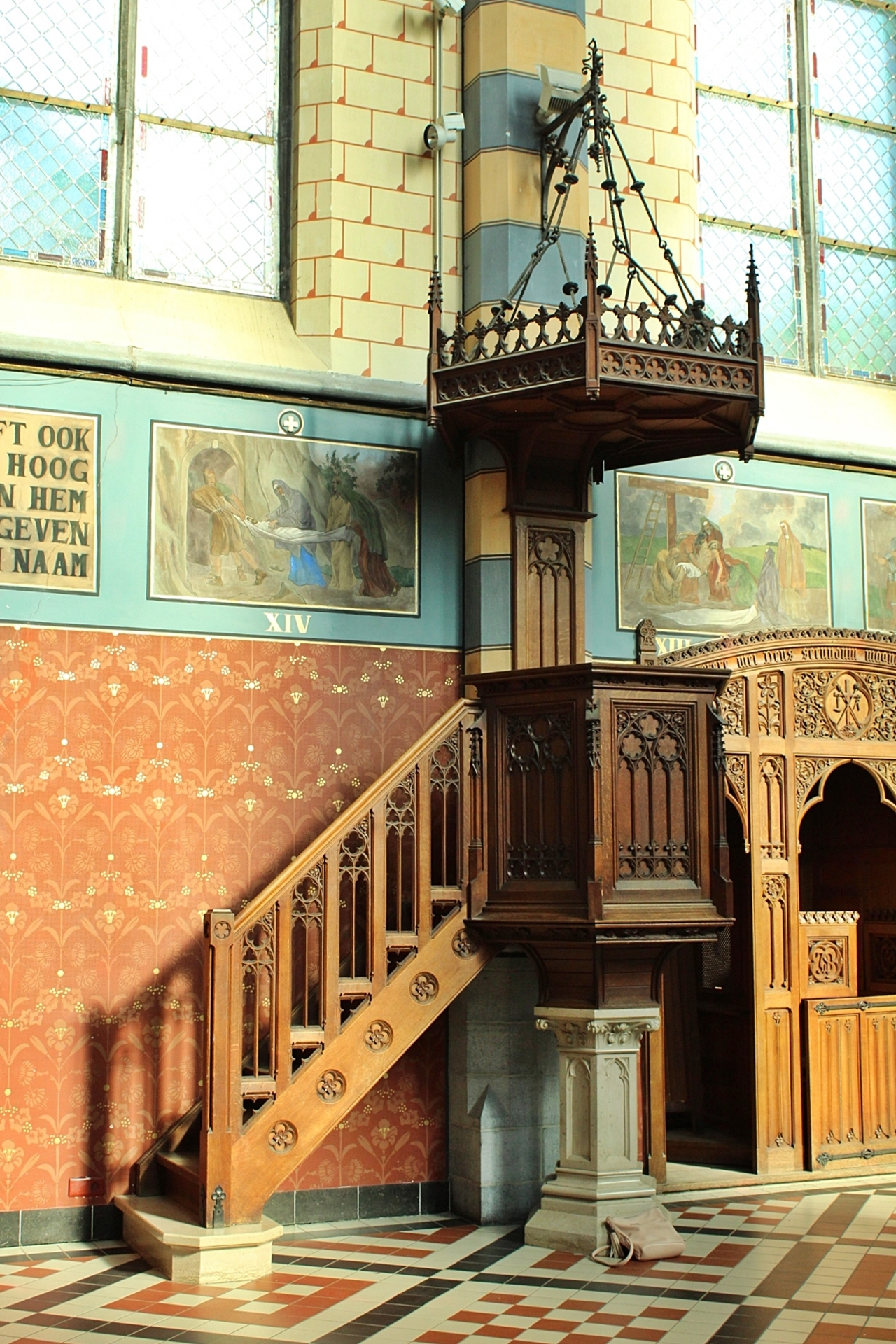
Preekstoel.
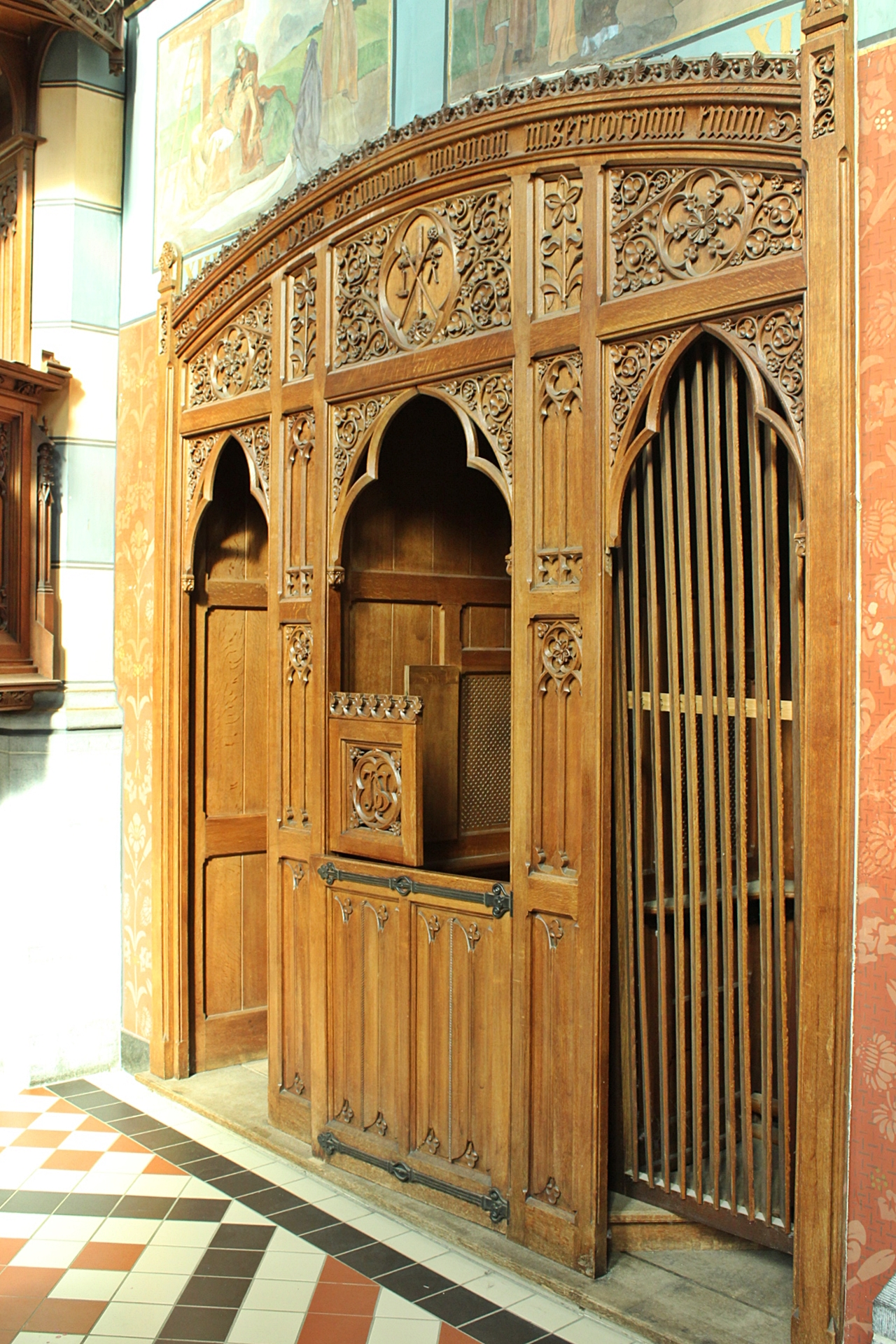
Biechtstoel.
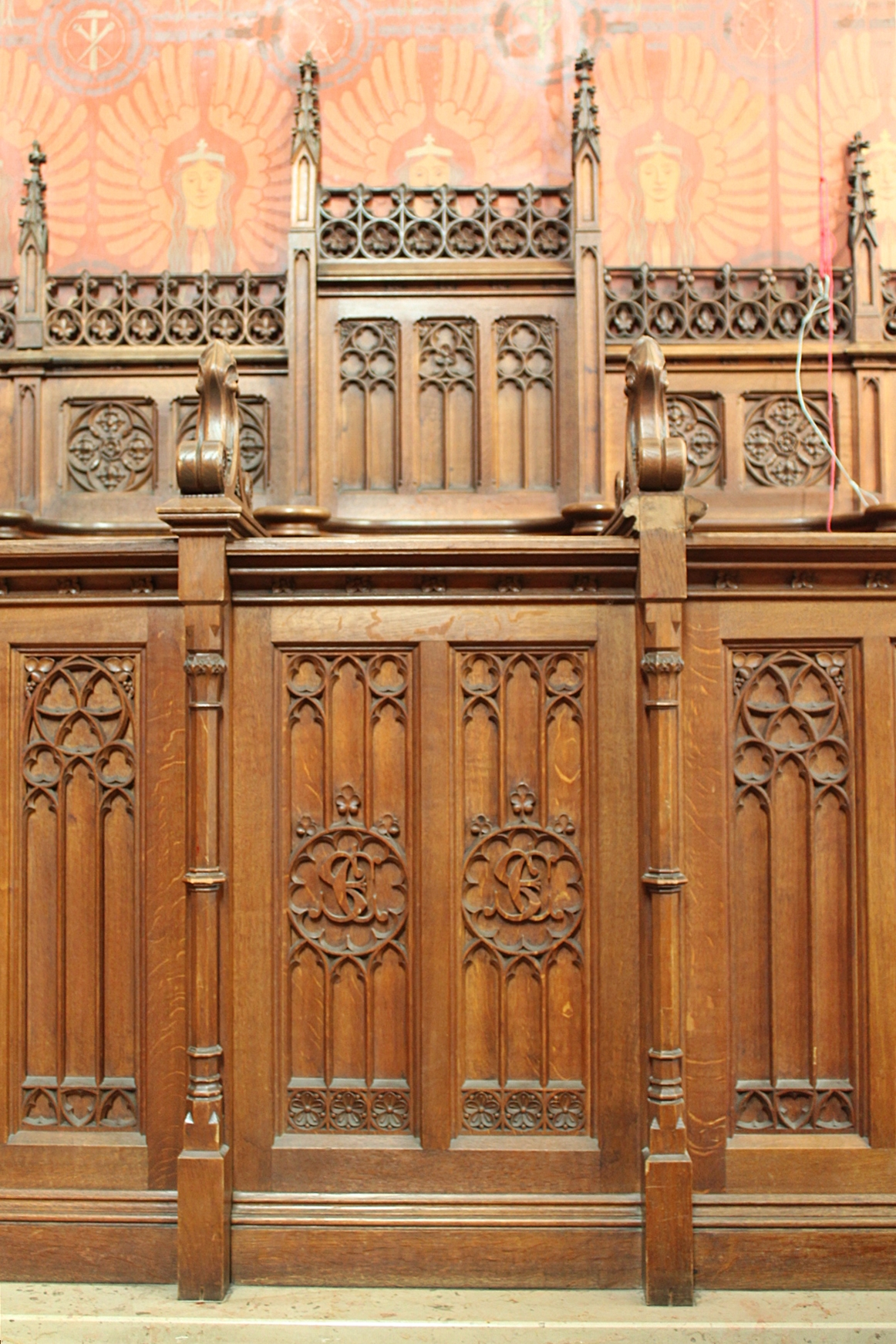
Koorgestoelte.
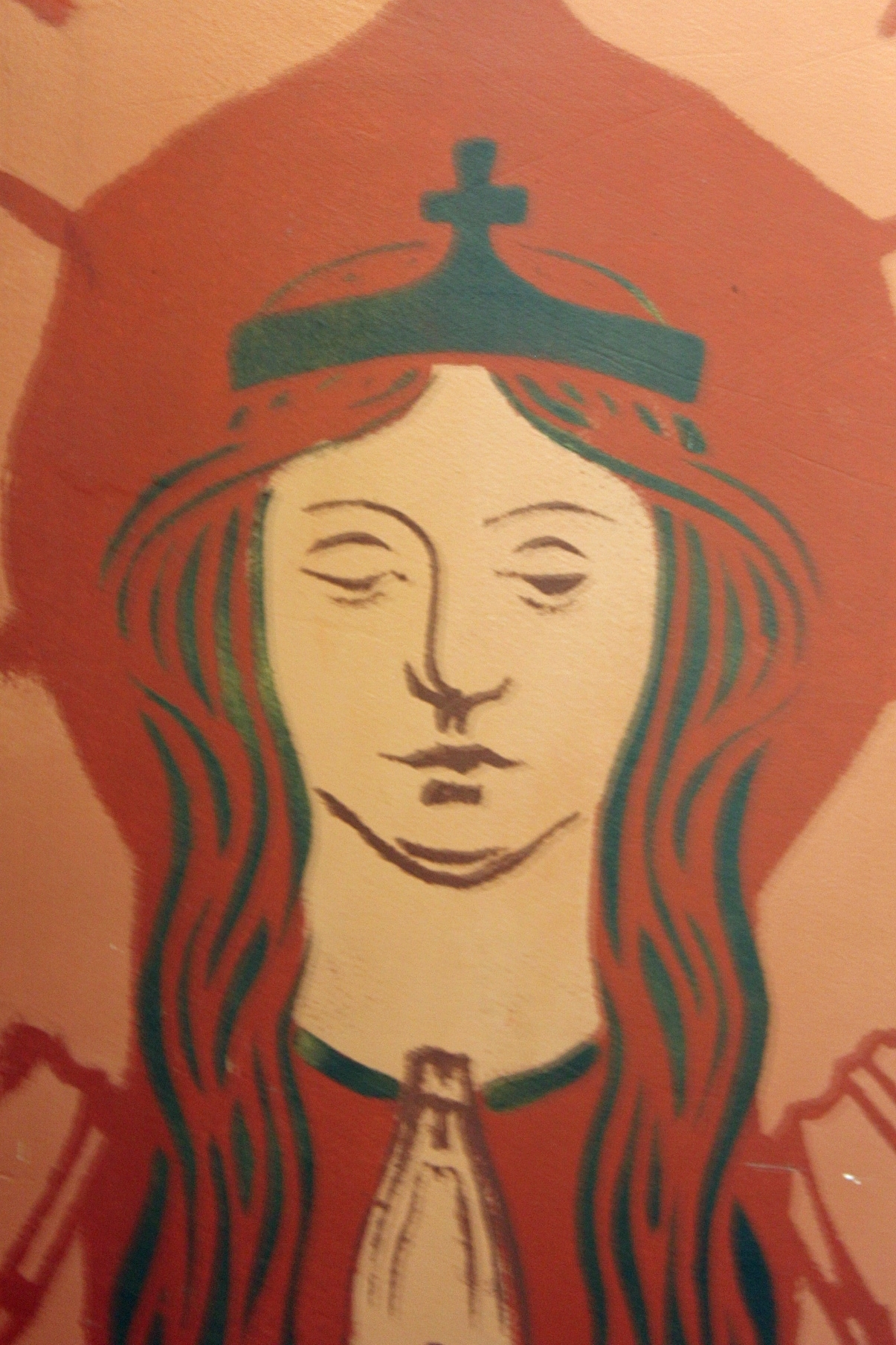
Detail muurschildering.
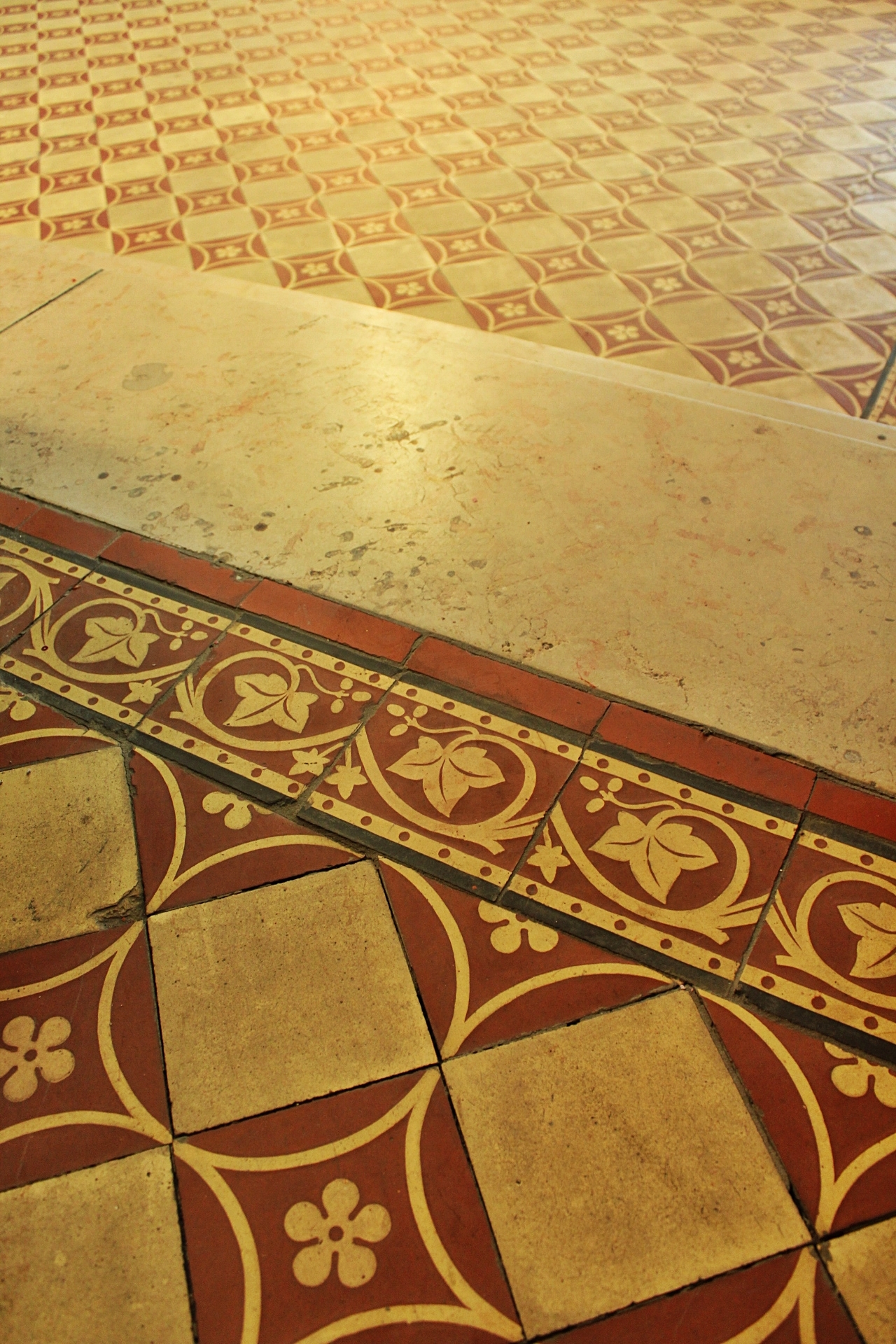
Detail vloertegels.
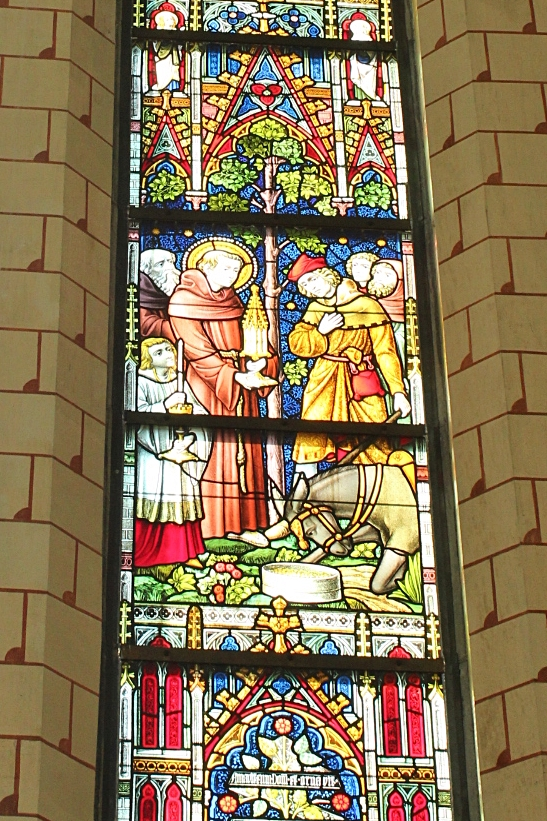
Detail van een glasraam in het koor.
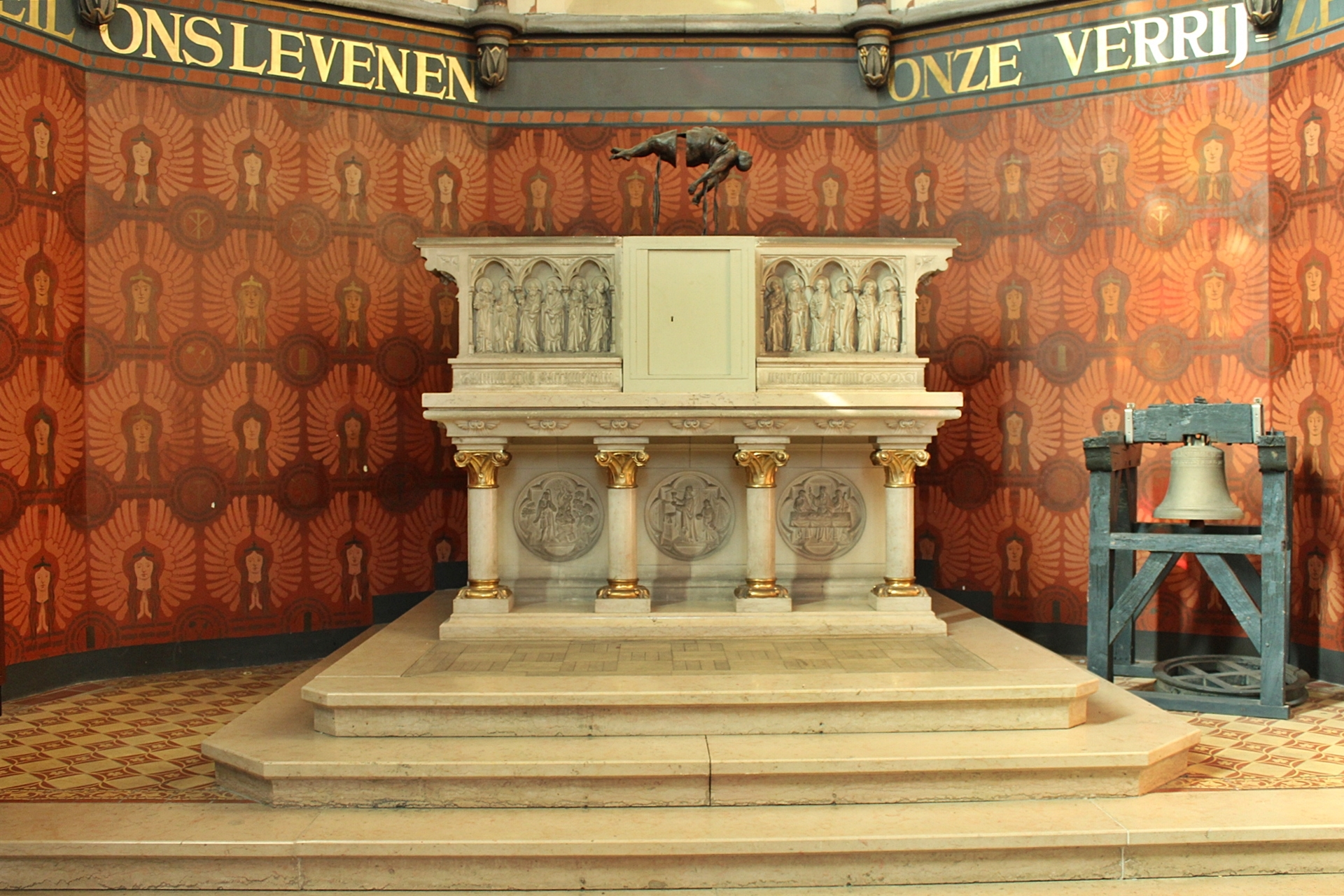
Koorapsis met altaar (beeldhouwer Jan Gerrits), koorbel en neogotische muurschilderingen.
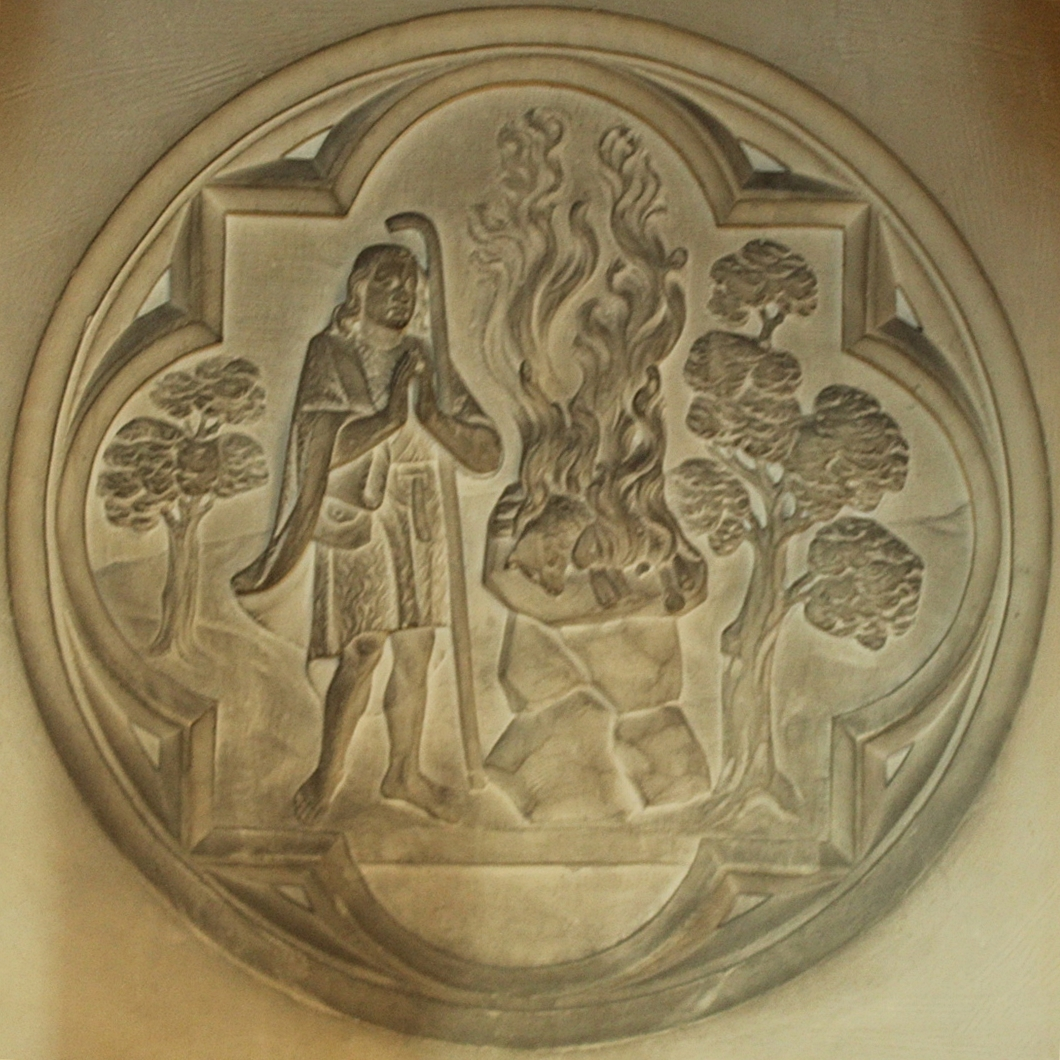
Detail altaar: medaillon met 'het offer van Kaïn en Abel'.
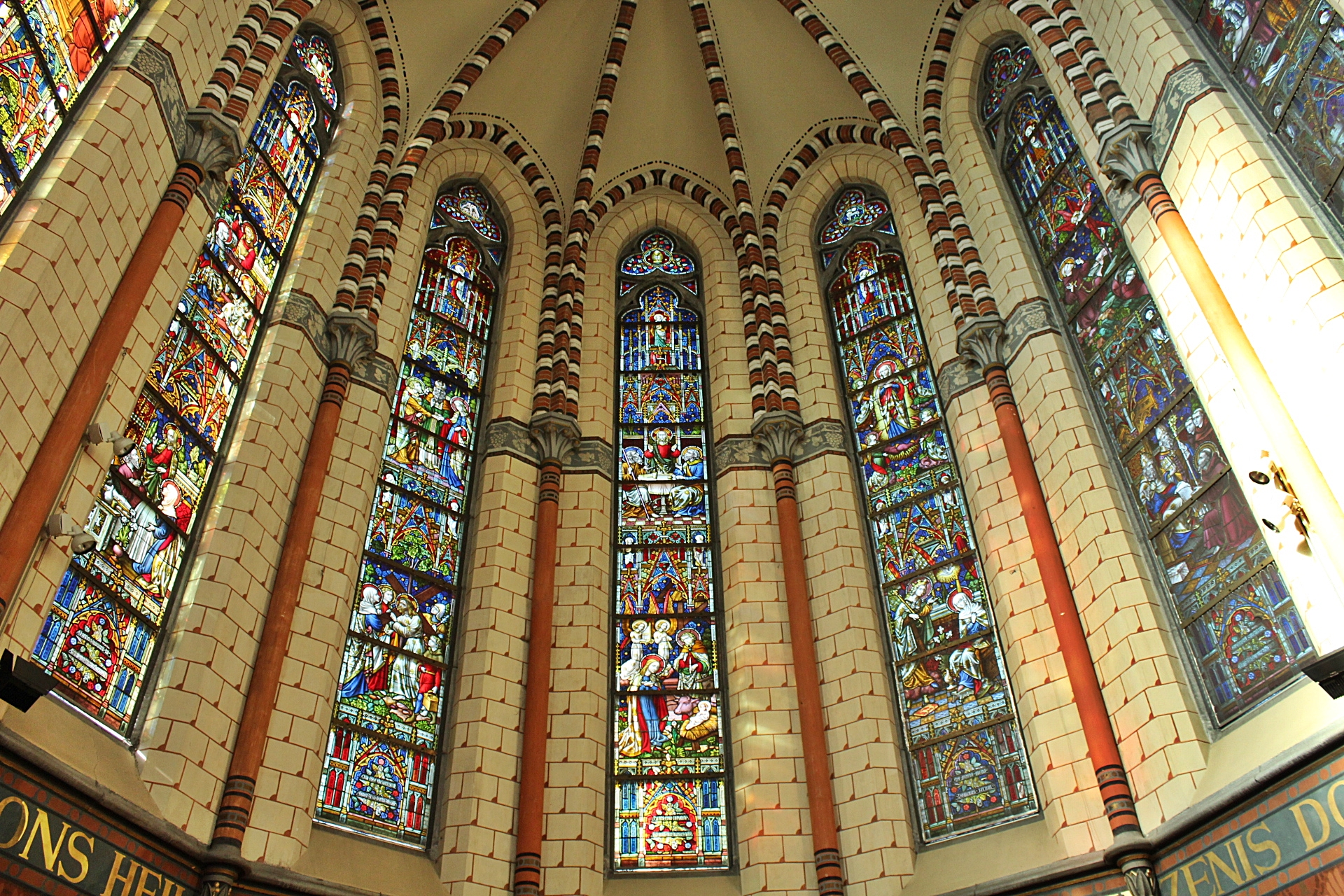
Zicht op de apsis met glasramen van Gustave Landon.
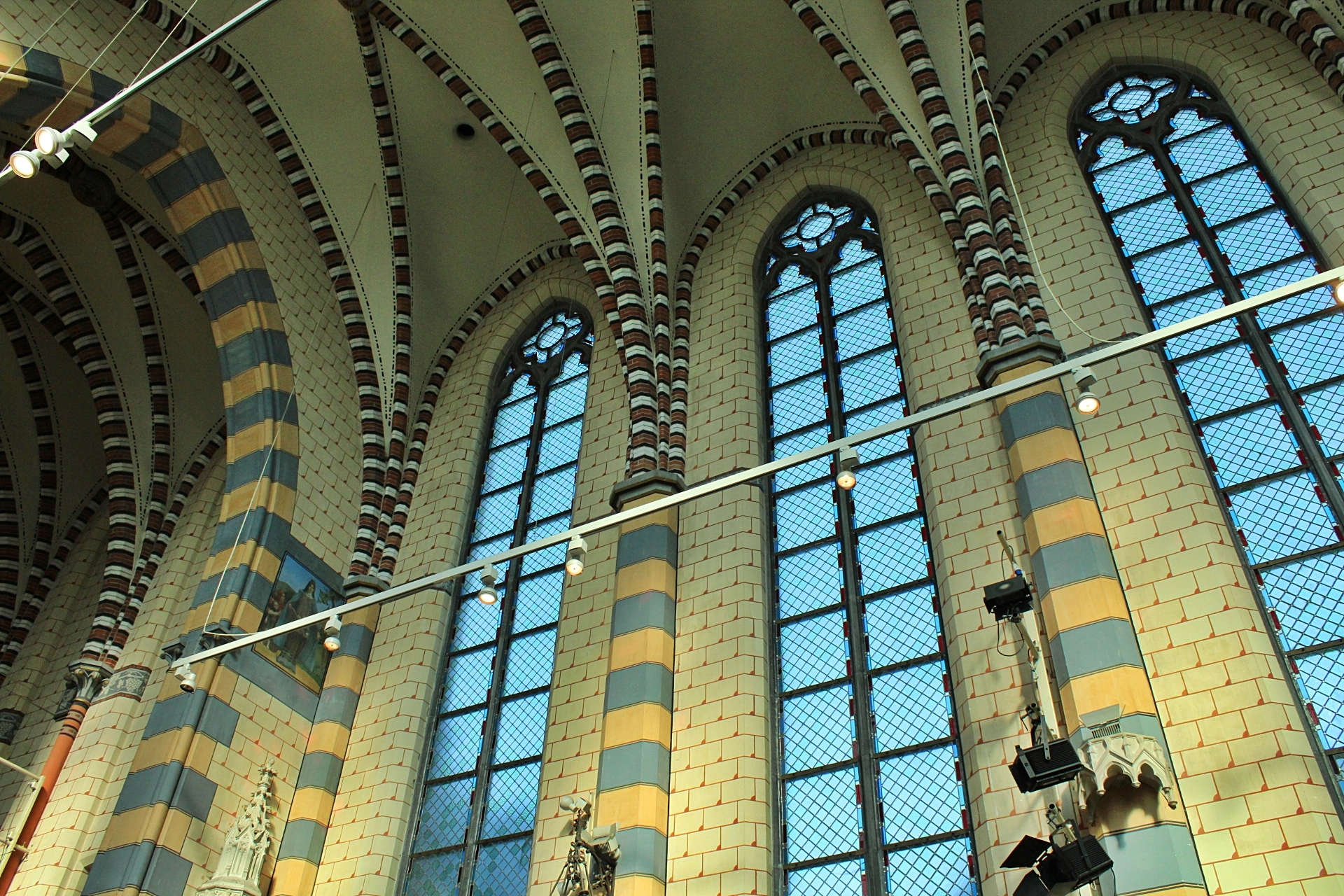
Lancetramen in het kerkschip.
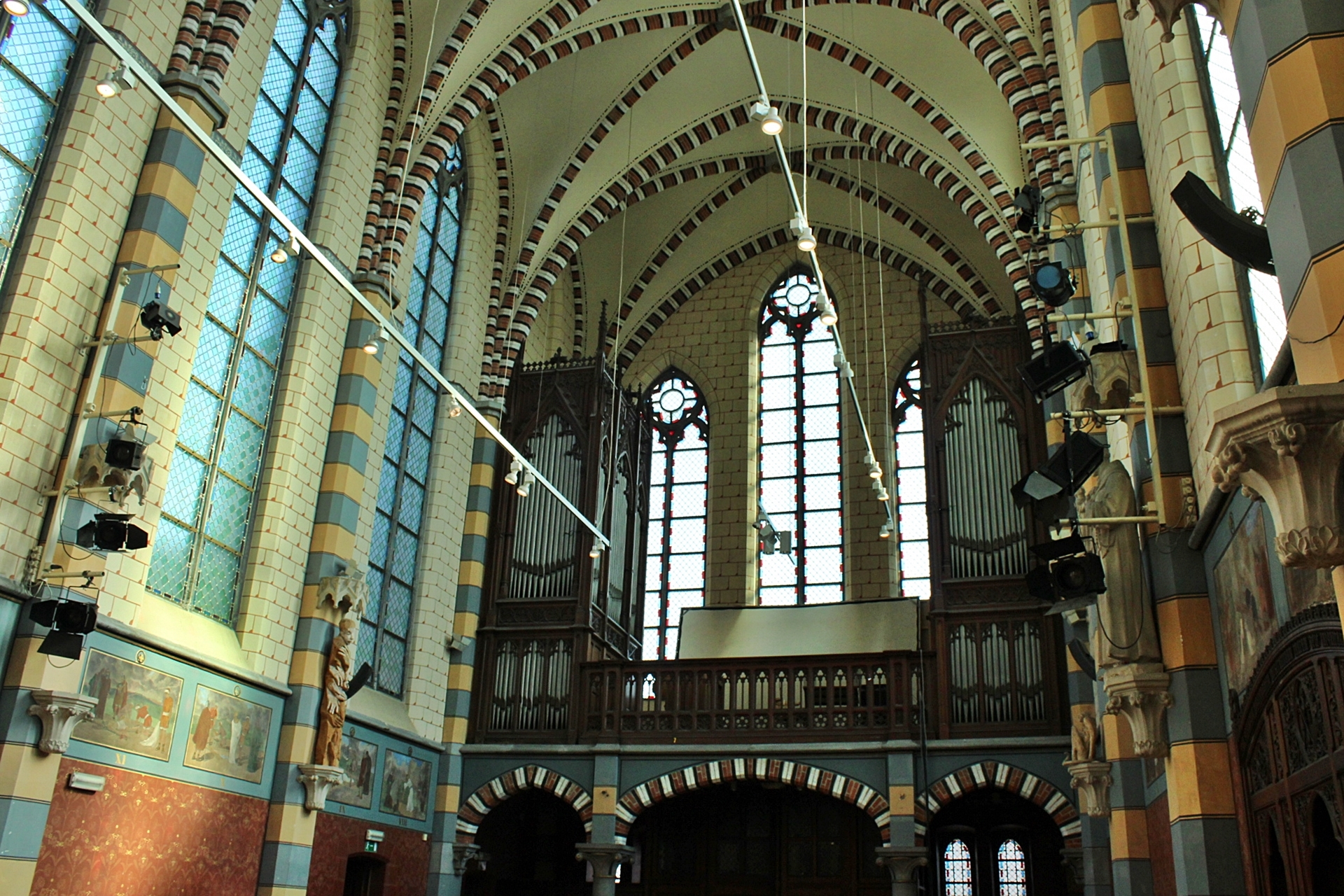
Doksaal met orgel (atelier Hubert Van de Loo uit Rotselaar)